# Списак владара Француске
Краљеви су владали Француском од средњег века до 1848.
Почетком француског краљевства обично се сматра долазак на власт Ига Капета 987.

## Династија Капета
- Иго Капет (987—996)
- Робер II Побожни (996—1031)
- Анри I (1031—1060)
- Филип I Лепи (1060—1108)
- Луј VI Дебели (1108—1137)
- Луј VII Млади (1137—1180)
- Филип II Август (1180—1223)
- Луј VIII Лав (1223—1226)
- Луј IX Свети (1226—1270)
- Филип III Храбри (1270—1285)
- Филип IV Лепи (1285—1314)
- Луј X Кавгаџија (1314—1316)
- Жан I Посмртни (1316)
- Филип V Високи (1316—1322)
- Шарл IV Лепи (1322—1328)

## Династија Валоа
- Филип VI Валоа (1328—1350)
- Жан II Добри (1350—1364)
- Шарл V Мудри (1364—1380)
- Шарл VI Луди (1380—1422)
- Шарл VII Победник (1422—1461)
- Луј XI (1461—1483)
- Шарл VIII Валоа (1483—1498)
- Луј XII Отац Народа (1498—1515)
- Франсоа I Валоа (1515—1547)
- Анри II Валоа (1547—1559)
- Франсоа II Валоа (1559—1560)
- Шарл IX Валоа (1560—1574)
- Анри III Валоа (1574—1589)

## Династија Бурбон
- Анри IV Бурбон (1589—1610)
- Луј XIII Праведни (1610—1643)
- Луј XIV Краљ Сунце (1643—1715)
- Луј XV Љубимац (1715—1774)
- Луј XVI (1774—1792)
- Луј XVII (1793—1795)

## Прво француско царство
- Наполеон I Бонапарта (1804—1814; 1815)
- Наполеон II Бонапарта (1815)

## Династија Бурбон
- Луј XVIII (1814—1815; 1815—1824)
- Шарл X (1824—1830)
- Луј XIX (1830)
- Анри V (1830)

## Орлеан
- Луј-Филип I (1830—1848)

## Друго француско царство
- Наполеон III Бонапарта (1852—1870)